# Sân bay quốc tế Dnipro
Sân bay quốc tế Dnipro (tiếng Ukraina: Міжнародний аеропорт "Дніпро") (IATA: DNK, ICAO: UKDD) là một sân bay nằm cách thành phố Dnipro 15 km về phía đông nam, ở Ukraina.

## Các hãng hàng không và các tuyến điểm
- Aeroflot (Moskva-Sheremetyevo)
- Aeroflot-Don (Moskva-Sheremetyevo)
- Aerosvit Airlines (Kiev-Boryspil, Tel Aviv)
- Austrian Airlines (Wien)
- Dniproavia (Antalya, Berlin-Tegel, Frankfurt, Istanbul-Atatürk, Ivano-Frankivsk, Kiev-Boryspil, Odessa, Moskva-Domodedovo, Sochi, Simferopol, Tashkent, Tbilisi, Yerevan, Wien, Warszawa)
- El Al (Tel Aviv)
- Georgian National Airlines (Tbilisi)
- Turkish Airlines (Istanbul-Atatürk)